# 通訊及創意產業科
通訊及創意產業科（英語：Communications and Creative Industry Branch），是中華人民共和國香港特別行政區政府商務及經濟發展局轄下的部門，主要負責處理有關廣播、電訊、創意產業發展，以及淫褻及不雅物品管制範疇的政策事宜。部門首長為商務及經濟發展局常任秘書長（通訊及創意產業）。
2022年的政府架構重組，因通訊創意產業抽調至新成立的文化體育及旅遊局，該部門解散。

## 歷史
2015年11月20日，原屬商務及經濟發展局通訊及科技科的創新科技署、政府資訊科技總監辦公室轉交至新成立的創新及科技局管轄，通訊及科技科改稱為通訊及創意產業科。

## 工作範圍
- 廣播事務
- 電影服務及淫褻物品管制
- 創意產業
- 電訊

## 相關部門
- 通訊事務管理局辦公室
- 電影、報刊及物品管理辦事處
- 香港電台
- 創意香港
- 電影服務統籌科